# Лікійці
Лікійці (грец. Λύκιοι) — народність, що проживала на південно-західному узбережжі Малої Азії у 1-му тисячолітті до н. е.

## Історія
Від них отримала назву територія Лікія. Низка істориків ототожнюють їх з термілами — переселенцями з Криту. Були частково асимільовані греками, частково — персами.
Лікійська мова належала до анатолійських мов та була прямим нащадком лувійської мови.
Про зовнішній вигляд лікійців можна судити за барельєфами, що збереглись поблизу з високо розташованими та важкодоступними скельними гробницями у столиці Лікії — Мірі

## Галерея

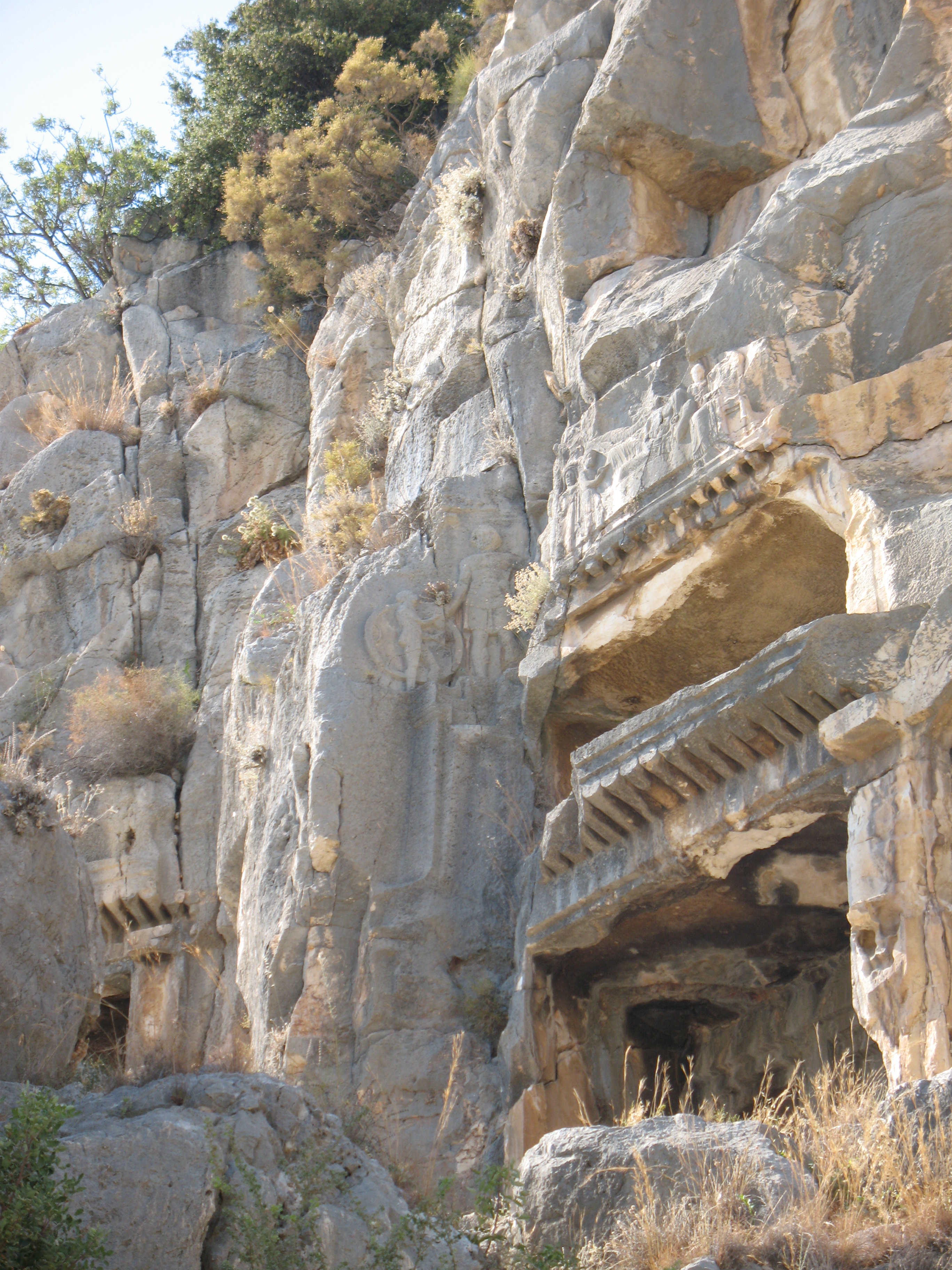
Висічені у скелі гробниці в Мірі.
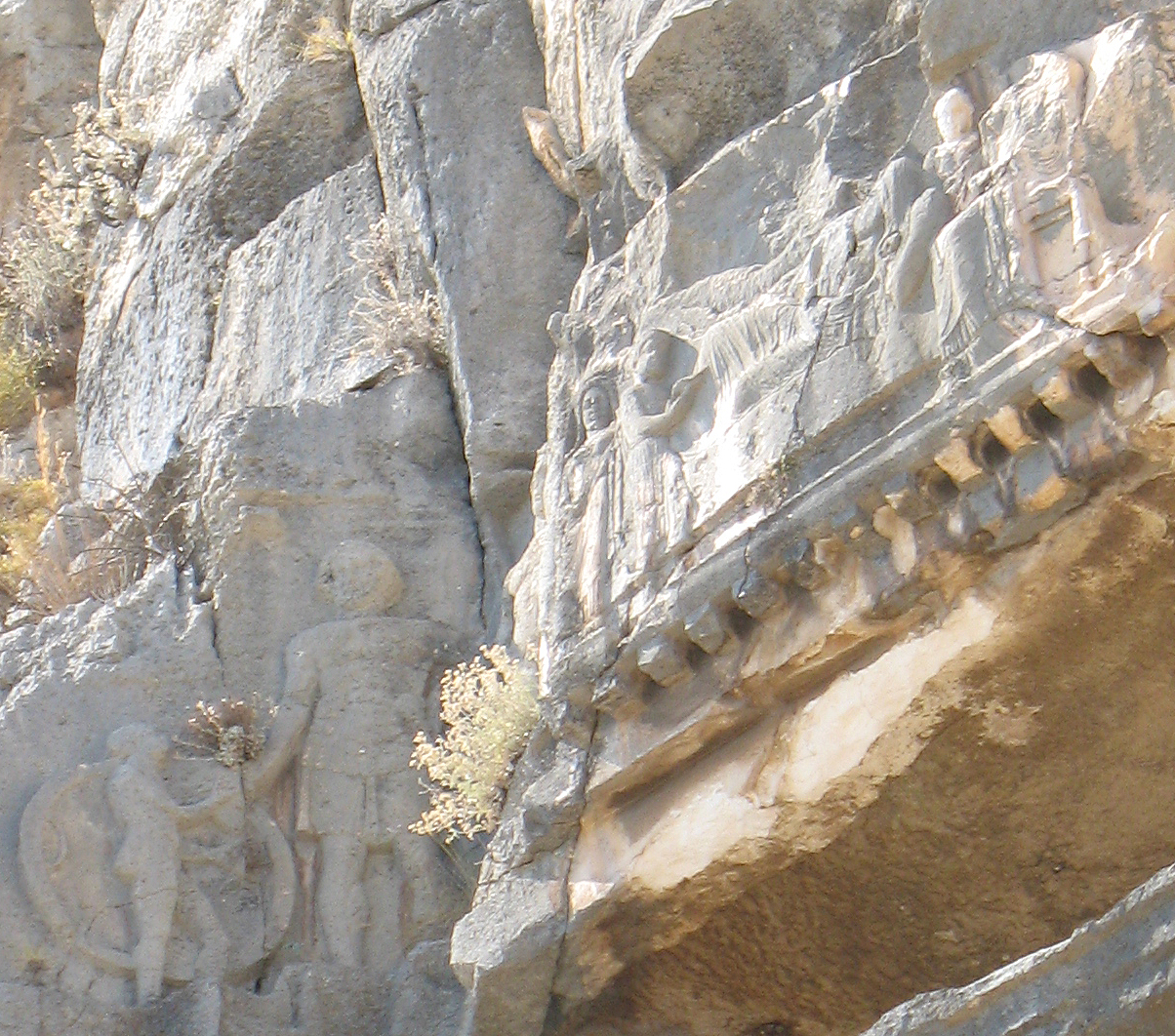
Погано видимі з землі барельєфи.
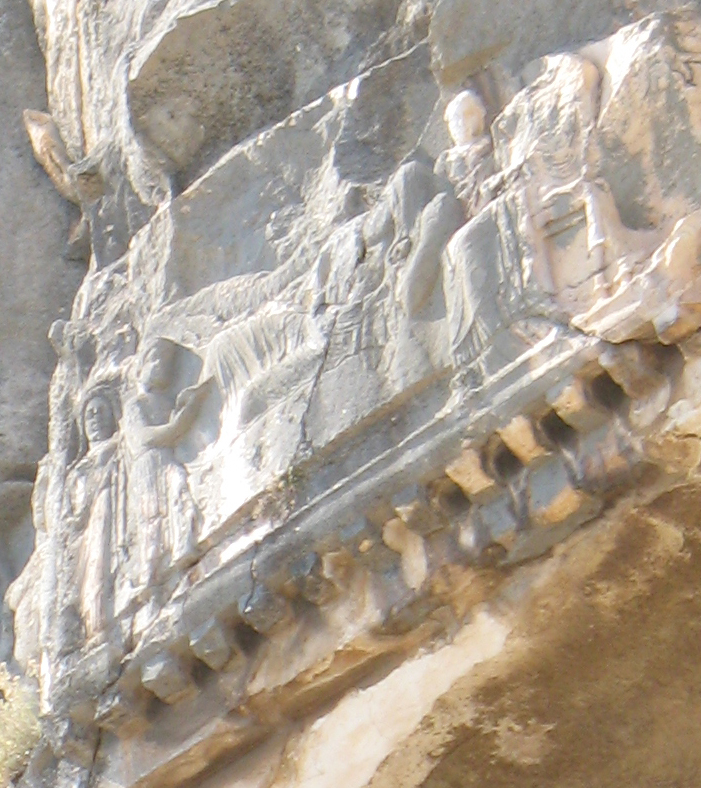
Церемонія поховання.